# Thanh Châu (nhà văn)
Thanh Châu (1912-2007), tên thật là Ngô Hoan, là nhà văn Việt Nam thời tiền chiến. Ông là tác giả truyện ngắn "Hoa ti gôn" (in trên Tiểu thuyết thứ bảy, tháng 7 năm 1937), là truyện đã làm "khơi dậy men thơ cho T.T.Kh sáng tác bài thơ nổi tiếng: Hai sắc hoa ti gôn" .

## Tiểu sử
Thanh Châu sinh ngày 17 tháng 9 năm 1912 tại quê ngoại, xã Vĩnh Hùng, huyện Vĩnh Lộc, tỉnh Thanh Hóa  trong một gia đình công chức. Quê nội ông ở Diễn Châu, Nghệ An, đây cũng là nguồn gốc của bút danh Thanh Châu (tức là "Diễn Châu xanh").
Ông học tiểu học ở Thanh Hóa, học trung học ở Vinh và Hà Nội. Ông viết văn từ lúc còn đi học, đến năm 1928 (16 tuổi) thì bài viết "Ồn quá" của ông được đăng trên tờ Ngọ báo.
Trước 1945, ông sống bằng nghề viết văn. Ông viết cho các tờ: Ngọ báo, Đông Tây, Nam cường, và là một trong những cây bút viết truyện ngắn chủ lực trên tuần báo Tiểu thuyết thứ bảy.
Sau Cách mạng tháng Tám, năm 1946, ông tham gia Đoàn tuyên truyền kháng chiến chống Pháp. Năm 1947-1948, ông công tác thanh niên ở Thanh Hóa. Năm 1949, ông gia nhập Quân đội Nhân dân Việt Nam, làm biên tập viên báo Vệ quốc quân cho đến năm 1953, thì giải ngũ. Năm 1955, ông công tác ở tòa soạn báo Văn Nghệ (Hà Nội) cho đến năm 1965.
Nghỉ hưu, Thanh Châu sống thầm lặng ở phố Trần Quốc Toản (Hà Nội), và gần như tự ngừng bút kể từ năm 1956 trở đi . Hằng ngày, người ta thường thấy một "cụ già nhỏ thó ra chợ xách về bó rau muống, quả cà chua,...lo cơm nước phục dịch bà vợ bị liệt nửa người" .
Ông từ trần tại Thành phố Hồ Chí Minh vào lúc 11 giờ 30 phút ngày 8 tháng 5 năm 2007, thọ 95 tuổi. Thi hài ông sau đó được an táng tại Nghĩa trang đồng hương Bến Tre thuộc huyện Dĩ An, tỉnh Bình Dương.

## Tác phẩm
Tác phẩm của Thanh Châu đã xuất bản:
- Trong bóng tối (tập truyện ngắn, 1936)
- Người thầy thuốc (tập truyện ngắn, 1938)
- Bóng người ngày xưa (tiểu thuyết, 1941)
- Con bồ câu trắng (tiểu thuyết dịch của Alexandre Dumas Duyma, 1941)
- Tà áo lụa (tiểu thuyết, 1942)
- Cùng một ánh trăng (tiểu thuyết, 1942)
- Cún số 5 (truyện thiếu nhi, 1942)
- Cái ngõ tối (tập truyện ngắn, 1944)
- Vàng (truyện thiếu nhi, 1950),
- Mẹ và em (truyện thiếu nhi, ?)
- Những ngày trao trả tù binh (tập phóng sự, 1954)
- Không rời quê hương (tập phóng sự, 1955)...

## Sự nghiệp văn chương
Trong các truyện viết trước năm 1945, Thanh Châu thường nói về đời sống cư dân trung lưu ở thị trấn, và giới dân nghèo ở ngoại ô thành phố... Đặc biệt, khi viết về những mãnh đời bất hạnh, tác giả hay lưu tâm đến thân phận phụ nữ. Như Liên trong "Tà áo lụa", Sâm trong "Cái ngõ tối", Thủy trong "Vườn chanh", v.v....
Về cơ bản, các tác phẩm của Thanh Châu được viết theo bút pháp lãng mạn. Khá nhiều truyện ngắn của ông có thể xếp vào loại truyện ngắn trữ tình, gần với Thạch Lam, Thanh Tịnh, Hồ Dzếnh. Thường thì văn của ông nhẹ nhàng, trầm lắng, đi sâu vào nắm bắt và mô tả thế giới nội tâm cùng cảm giác của nhân vật. Ông quan niệm văn chương cần có "cái đẹp tinh tế của tâm hồn, có cái sâu của triết và cái đẹp của tiếng Việt" .

## Liên quan đếnT.T.Kh
Tháng 9 năm 1939, truyện ngắn "Hoa ti gôn" của Thanh Châu đăng trên "Tiểu thuyết thứ Bảy". Truyện ngắn này có đời sống lâu dài, gắn chặt với văn học sử Việt Nam không chỉ vì điển hình cho trào lưu lãng mạn lúc bấy giờ, mà còn vì nó gắn với nguyên nhân xuất hiện bài thơ "Hai sắc hoa ti gôn" của nhà thơ "bí ẩn" T.T.Kh.
Theo lời kể của Thanh Châu, thì nội dung truyện chính là chuyện tình của họa sĩ Lê Phổ (1907-2002) nổi tiếng. Ông là một trong mười sinh viên tốt nghiệp khóa đầu của Trường Cao đẳng Mỹ thuật Đông Dương, và đã qua đời tại Pháp. Còn về nhà thơ "bí ẩn" T.T.Kh, nhà văn Thanh Châu vẫn luôn giữ nguyên quan niệm từ năm 1939, là: "Không cần biết con người thật của T.T.Kh, tôi chỉ biết rằng đó là người đàn bà đã viết được những vần thơ đẹp. Còn muốn gì hơn? Sao người ta cứ muốn làm nhơ bẩn những gì gọi là trong sạch ở cõi đời này?" .

## Sách tham khảo
- Văn Tâm, mục từ "Thanh Châu" trong Từ điển văn học (bộ mới). Nhà xuất bản Thế giới, 2004.
- Nguyễn Đăng Mạnh (chủ biên), Văn học giai đoạn 1900-1945. Nhà xuất bản Khoa học xã hội, 2004.